# Большое Кабанье
Большое Кабанье — село в Шадринском районе Курганской области России. Входит в состав Батуринского сельсовета.

## История
До 1917 года центр Кабанской волости Шадринского уезда Пермской губернии. По данным на 1926 год село Кабанское состояло из 549 хозяйств. В административном отношении являлось центром Кабаньевского сельсовета Батуринского района Шадринского округа Уральской области.

## Население
| 1989 | 2002 | 2010 |
| ---- | ---- | ---- |
| 373  | ↘301 | ↘177 |

По данным переписи 1926 года в селе проживало 2484 человека (1143 мужчины и 1341 женщина), в том числе: русские составляли 99 % населения.
Согласно результатам Всероссийской переписи населения 2002 года, в национальной структуре населения русские составляли 87 %.